# Das Spiel »Weinen«

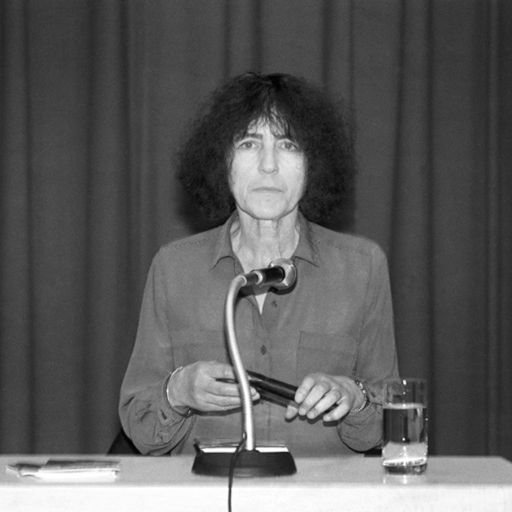
Gabriele Wohmann (1992)

Das Spiel »Weinen« ist eine Funkerzählung von Gabriele Wohmann, die 1972 in der Kurzgeschichtensammlung Gegenangriff bei Luchterhand in Neuwied erschien.

## Inhalt
»Weinen« ist ein Kartenspiel, das die Ich-Erzählerin Flora mit ihrer Schwester zu deren Lebzeiten gespielt hatte. Flora beklagt den Tod all ihrer Lieben – als da sind Vater, Mutter, Schwester Emmy und der Bruder Artur; genauer, Flora monologisiert an die Adresse der toten Emmy. Zunächst spricht Flora von „unserm Verlobten Richard“. Unser ist so zu verstehen: Richard war ein Jahr mit Emmy und darauf zwei Jahre mit Flora zusammen.
Flora, die aktivere, lebensbejahendere der beiden Schwestern, hatte Emmy eine Stelle im Katalogisierkeller des Staatsarchivs besorgt, war aber selber daheim in der Kreuzstraße geblieben. Emmy hatte die „Schinderei im Archiv“ gesundheitshalber aufgeben müssen. In dem Monolog schlägt sich Flora mit ihren Gewissensbissen herum. Sie war es, die Emmy, als es nicht mehr ging, in die Anstalt gebracht hat. Die Anstalt wird auf den folgenden Seiten des kleinen Textes spezifiziert: Da wird zum Beispiel Emmy von Flora als „mein Irres“, als „Verwirrtes, Schwesterchen!“ angesprochen. Und Flora meint ihre tote Schwester, wenn sie „von jemandes Wahnsinn“ spricht.
Es ist nicht nur die Schwester, die Flora schonungslos angepackt hat. Den kranken Vater hat sie für einen Simulanten gehalten und auf einmal war er gestorben. Flora selbst, die – wie gesagt – einen starken Lebenswillen hat, will weiterleben. Sie hat die Kurve gekriegt – hat die Kreuzstraße verlassen.

## Gegenangriff
Podak hat den Band, aus dem die Erzählung stammt, besprochen. Die Treffsicherheit von Podaks Aussagen nötigen Bewunderung ab: „...der vorliegende Text... ist langweilig.“ Diese „Räsonnierprosa“ kann „nur Germanisten erfreuen.“ Weswegen? Nun – Podak gibt vier Gründe an: Erstens, im Lichte dieser Texte erscheint der Terminus Erzählung selbst als fragwürdig. Zweitens, mit Sprache wird über Sprache nachgesonnen. Drittens, es geht überhaupt nicht um Handlung, sondern mehr um Syntax und Struktur. Viertens interessiert Gabriele Wohmann: Wie lässt sich Existenzielles sozial vermitteln?
Als Ausnahmefall innerhalb des schwer verständlichen Konvoluts stellt Podak oben skizzierten Monolog der Flora an Emmy heraus: Die Autorin zeichne mit präzisen Strichen ein Bild der Beziehungen zwischen den Mitgliedern der Familie, in der Flora aufwuchs. Mehr noch: „Quälerei der anderen als Selbstquälerei, Rechtfertigungssucht, Bindung an Erinnerungen, die erzählend beschworen werden können...“ ständen auf der Tagesordnung.

### Erstauflage
Verwendete Ausgabe:
- Das Spiel »Weinen«. Funkerzählung, S. 89–103 in: Gabriele Wohmann: Gegenangriff. Prosa. Lektorat: Klaus Ramm. 182 Seiten. Luchterhand, Neuwied 1972. (enthält noch: Der Boxkampf. Nette arme und gerechte Kreaturen. Seegang. Ein schöner Tag. Die Sintflut. Er ist ein Eilfall. Robert. Sylvester. The First Golden Era. Von guten Eltern. Überglücklich umarmt. Vorübergehend lebenslänglich. Selbstverteidigung. Fahrplan. Nachrichtensperre)

### Sekundärliteratur
- Klaus Podak: Sprachboxkämpfe. In: Gabriele Wohmann. Materialienbuch. Einleitung von Karl Krolow. Bibliographie von Reiner Wohmann. Herausgegeben von Thomas Scheuffelen. Luchterhand, Darmstadt/Neuwied 1977, ISBN 3-472-61184-7, S. 79–83.
- Günter Häntzschel, Jürgen Michael Benz, Rüdiger Bolz, Dagmar Ulbricht: Gabriele Wohmann. (= Autorenbücher. Band 30). Verlag C. H. Beck, Verlag edition text + kritik, München 1982, ISBN 3-406-08691-8.